# Ernest Weiher
Ernest Wejher herbu Skarzyna (Wejher) (ur. prawdopodobnie w 1517, zm. 1598) – starosta pucki (1582–1598), hetman cudzoziemskich wojsk zaciężnych w 1563 roku (dowodził 1600 piechurów niemieckich w czasie obrony Inflant przed wojskami moskiewskimi i szwedzkimi).
Pod koniec życia (1585) staraniem księdza Skargi nawrócił się na katolicyzm.

## Młodość
Od 1560 był dworzaninem Zygmunta Augusta. Walczył w wojnie litewsko-rosyjskiej 1558–1570 toczonej przez Rzeczpospolitą Obojga Narodów. W 1560 roku zaciągnął się w Wilnie do służby wojskowej (jako Ernestus Waier). Otrzymywał żołd w wysokości 500 zł. Zachował tytuł starosty lęborskiego (do roku 1569). W 1563 i 1567 werbował na Pomorzu knechtów; również w 1563 roku z 1600 piechurów zdobywa zamek Dahlen koło Rygi, broniony przez księcia Krzysztofa Meklemburskiego, koadiutora i następcę arcybiskupa ryskiego, udaremniając tym samym próbę sekularyzacji tego arcybiskupstwa pod protektoratem szwedzkim. Dalsze lata walk w Inflantach przynoszą mu dużą chwałę wojenną.

## Przyczyny zamożności

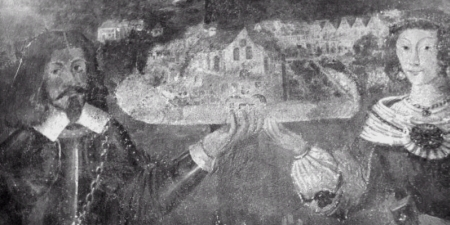
Fundatorzy kaplicy Wejherów w Farze Puckiej: Ernest i Anna

Zdobycie Dahlen położyło podwaliny pod bogactwo rodu – Zygmunt August przeznaczył 1/4 znalezionego tam skarbu dla zdobywcy. Było to około 25 tysięcy talarów (czyli ok. 26 tysięcy ówczesnych złotych). Część tych pieniędzy przeznaczył Ernest na zakup majątków: Charbrowo, Łebieniec i Osieki Lęborskie (ziemia lęborsko-bytowska). Prócz tego Weiher posiadał w owym czasie jeszcze 2 wsie: Wierzchucino i Lędziechowo (w sumie ok. 100 łanów), a to dawało mu bardzo wysoką pozycję w Prusach. Dla porównania senatorskie rody Działyńskich czy Konopackich były w posiadania ok. 70-80 łanów ziemi. Ernest był też dzierżawcą kilku wsi (Prusewo, Brzyno). W latach 80. XVI wieku dzierżawił też Gniewino, należące ongiś do jego ojca Mikołaja Wejhera. Po zdobyciu Dahlen część gotówki Ernest ulokował w bankach północnej Europy i Szczecina, część pieniędzy pożyczył Zygmuntowi Augustowi. Żył z odsetek i innych korzyści z lokat (1572 rok ukończył bilansem dodatnim w postaci 18 tys. talarów) 
W 1576 - 1577 uczestniczył w wyprawie Batorego przeciw Gdańskowi. Po powrocie kierował rozbudową portu i floty puckiej.

## Udział wwojnie moskiewskiej
W 1577 roku Weiher wyruszył ruszył z Batorym na Moskwę. Jako starosta pucki dowodził ok. 1000 niemieckich lancknechtów. O jego obecności pod Połockiem pisze Paweł Jasienica:
Uroczysty, datowany z 26 czerwca 1579 roku akt wypowiedzenia wojny powiózł do Moskwy Wacław Łopaciński, który spełnił zadanie i został uwięziony na czas dłuższy. Powrócił wtedy dopiero, kiedy Iwan uznał za pożyteczne zmienić w stosunku do Stefana sposób postępowania i ton swych epistoł. Aż dotychczas bowiem zwał go pogardliwie „sąsiadem”, a nie „bratem”, jak przystawało między monarchami.
Dwudziestokilkutysięczna, radująca oko fachowców armia zebrała się w przepisanym miejscu. Manifest o celach wojny drukarnia polowa wydała w języku polskim, łacińskim, niemieckim i węgierskim. Naczelnym wodzem był sam król, mający stale przy sobie Jana Zamoyskiego, od niedawna kanclerza wielkiego koronnego. Polakom hetmanił stary, już za Zygmunta Augusta wsławiony wojewoda podolski, Mikołaj Mielecki. Litwinami dowodzik Mikołaj Radziwiłł, Węgrami Kasper Bekiesz, na czele rot niemieckich stali Ernest Weiher i Krzysztof Rozrażewski, mocno zgermanizowany Polak.[...]
Twierdza skapitulowała na bardzo ludzkich warunkach. Wojsku i mieszkańcom pozostawiono prawo wyboru. Kto chciał, ten mógł odejść do Iwana, pozostałych król przyjmował do siebie. Zdecydowana większość poszła na wschód.
Tu - pod Połockiem - los okazał łaskę niezastąpionemu człowiekowi i kulturze powszechnej. Kiedy załoga opuszczała po kapitulacji Połock, specjalnie wyznaczone straże pilnowały jej bezpieczeństwa. Król osobiście dopadł i grzmotnął buzdyganem żołnierza, który chyłkiem jął obdzierać pokonanych.
Całkiem inne nastroje dominowały przy wzięciu Sokoła. Poszedł go zdobywać Mikołaj Mielecki na czele Polaków i Niemców. Żołnierze nieśli w sercach wspomnienie o tym, co wykryto w Połocku po jego zajęciu. W głębi twierdzy znaleziono mianowicie trupy okrutnie pomordowanych jeńców. Ciała uwarzone we wrzątku, inne pookrywane jakby skorupą z ran.
Za pierwszą kolumną Niemców, która wtargnęła w wały Sokoła, obrońcy zapuścili bronę bramną i wycięli napastników w pień. Wrota pękły pod naporem reszty szturmujących i zaczęła się niemiłosierna rzeź. Posiwiały w bojach pułkownik Ernest Weiher orzekł, że takich gór trupów nigdzie nie dane mu było oglądać. Szczególnie srożyli się Niemcy, mszcząc zadręczonych w Połocku swoich, ale i Polacy nie pozostawali zbytnio w tyle.

## Koligacje rodzinne
Syn Klausa i Ramlówny, brat Franciszka i biskupa pomorskiego Marcina. Żonaty z Anną Ludwiką Mortęską, córką Melchiora i Elżbiety Kostczanki, herbu Dąbrowa, podkomorzanką malborską, siostrą Ludwika Mortęskiego, wojewody chełmińskiego. Miał z nią pięć córek i sześciu synów.
- Córki Ernesta Weihera:

Zofia – żona Jana Sapiehy, 2-do voto Rucka.
żona kniazia Aleksandra Massalskiego, kasztelana smoleńskiego od 1638 roku
żona Jędrzeja Kossa, brata opata Peplińskiego
czwarta – zakonnica
piąta zmarła w młodości
- Synowie Ernesta Weihera:

Franciszek – najstarszy syn Ernesta
Dymitr – kasztelan gdański
Jan – wojewoda chełmiński i starosta pucki
Ludwik – podkomorzy chełmiński
Marcin Władysław
Melchior – kasztelan elbląski i wojewoda chełmiński